# Władysław Ślewiński

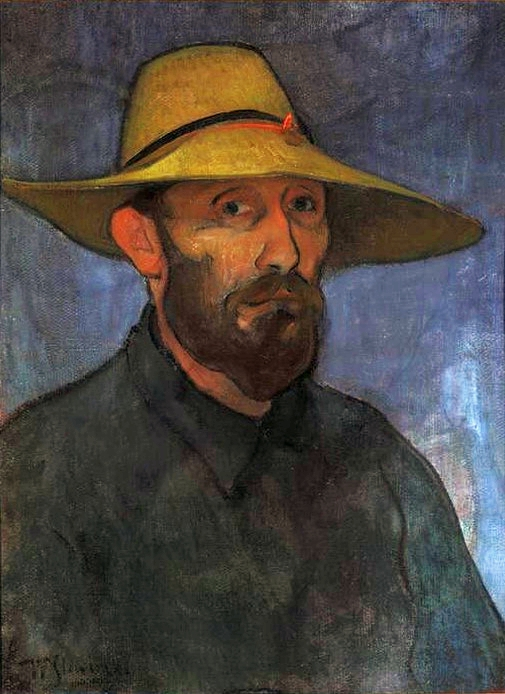
Zelfportret, 1894.

Władysław Ślewiński (Białynin,gmina Nowa Sucha Powiat Sochaczewski, 1 juni 1856 -Parijs, 27 maart 1918) was een Pools kunstschilder. Hij was een leerling van Paul Gauguin en wordt gerekend tot het postimpressionisme en het synthetisme.

## Leven en werk
Ślewiński werd geboren in een aristocratische familie van grootgrondbezitters. Hij bezocht de tekenschool van Wojciech Gerson in Warschau. In 1888 nam hij de wijk naar Parijs nadat de Russische overheid hem dreigde met onteigeningsprocedures. Hij schreef zich in bij de Académie Julian en vervolgens aan de Académie Colarossi, waar hij Gauguin ontmoette. Sterk onder de indruk van het impressionisme en postimpressionisme besloot hij zijn leven definitief aan de kunst te wijden. In 1889 verbleef hij voor het eerst met Gauguin in diens schilderskolonie te Pont-Aven, in Bretagne, waar hij in de navolgende jaren veel zou schilderen.
Als kunstschilder richtte Ślewiński zich volledig op zijn leermeester Gauguin, vanuit een soort van openlijk beleden bewondering. Hij werkte vanuit de filosofie van het synthetisme en de School van Pont-Aven, in vereenvoudigde vormen, met veel platte vlakken, synthetische lijnen en vaak duidelijk omlijnde contouren. Eenvoud, intimiteit en eerlijkheid zijn sleutelwoorden bij zijn werk. Hij gebruikte vaak aardkleuren, vaak op complementaire wijze, maar wel overlopend binnen de vlakken. Thematisch koos hij vooral voor stillevens, zee- en landschappen alsook portretten.
Ślewiński exposeerde in de jaren 1890 regelmatig te Parijs, onder andere bij de 'Société des Artistes Indépendants' en de 'Galerie Georges Thomas'. In 1998 maakte hij een reis naar Spanje. Ook schilderde hij af en toe in Nederland en raakte bevriend met Jan Verkade. Van 1905 tot 1910 verbleef hij weer in Polen, waar hij als lid van de beweging 'Jong Polen' ('Młoda Polska') grote invloed uitoefende op de avantgardistische kunst. Uiteindelijk keerde hij echter weer terug naar Parijs, waar hij in 1918 overleed, op 67-jarige leeftijd.

## Galerij

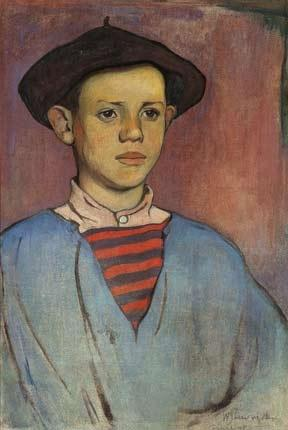
Portret van een jonge visser
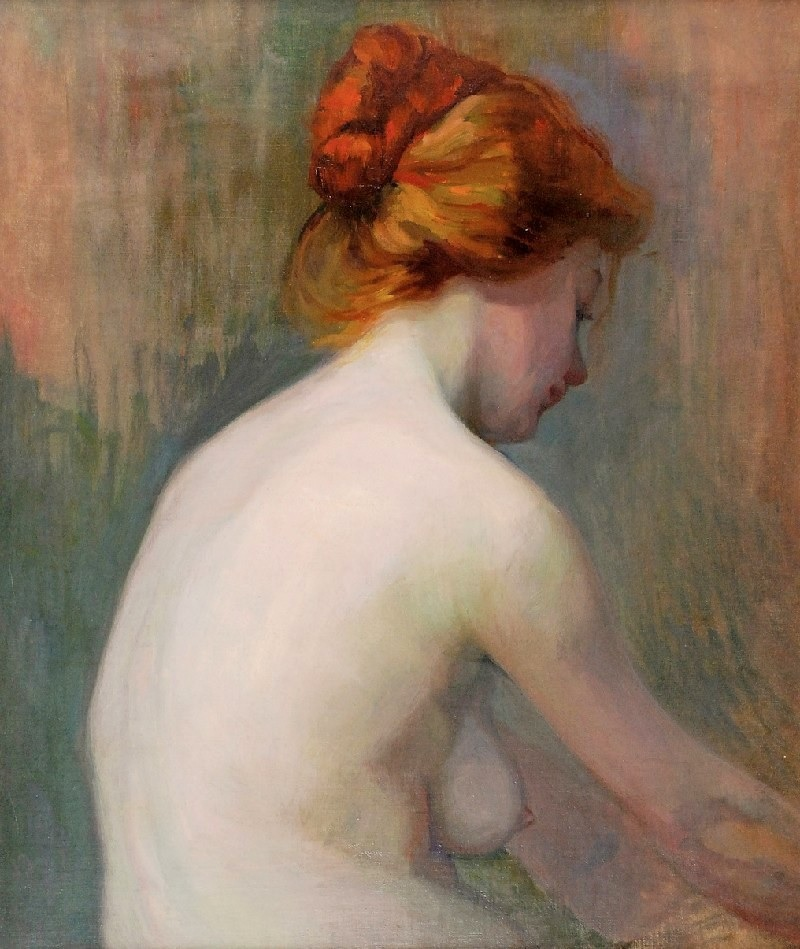
Akt
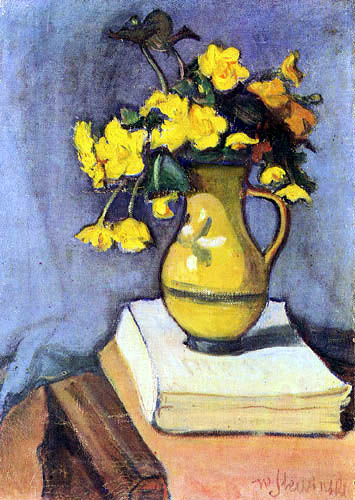
Boterbloemen
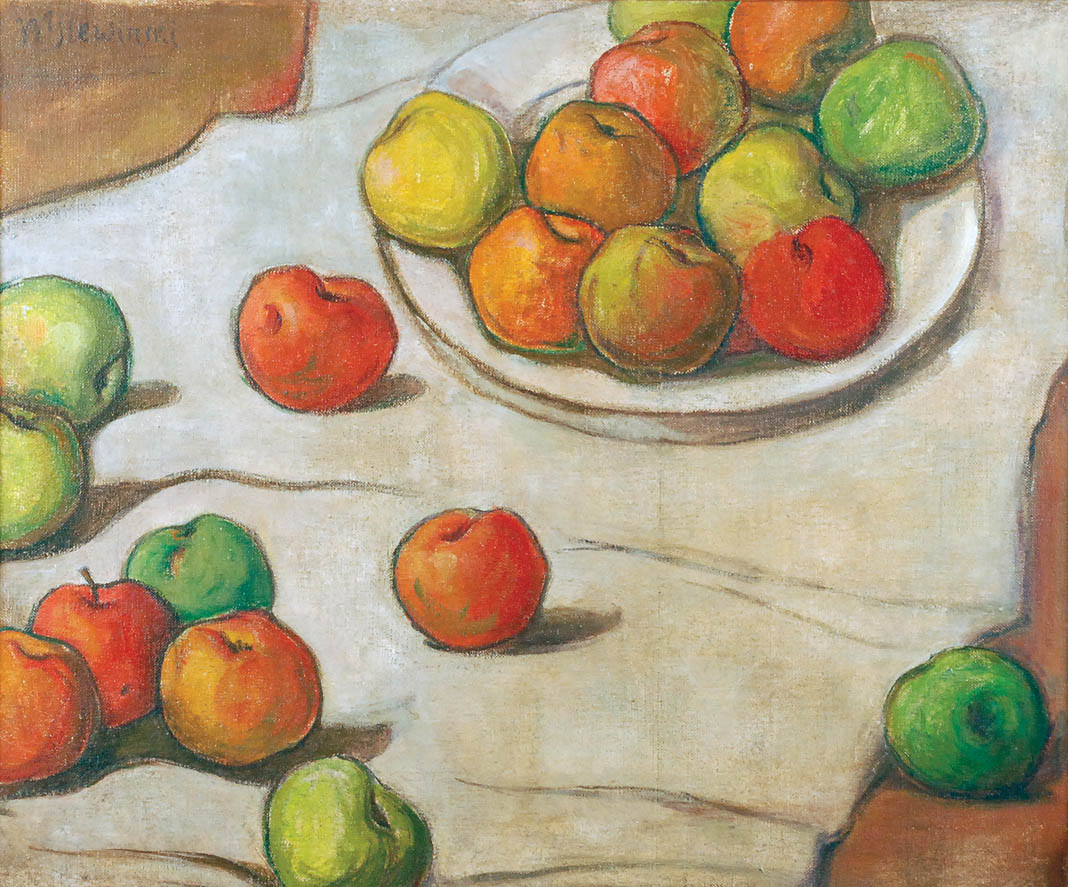
Stilleven met appels
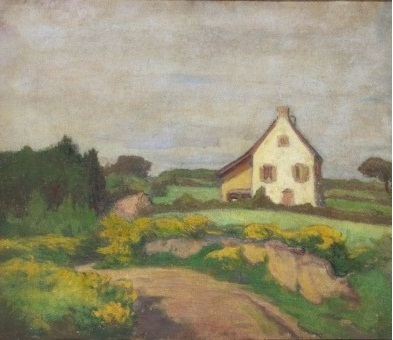
Landschap in Bretagne
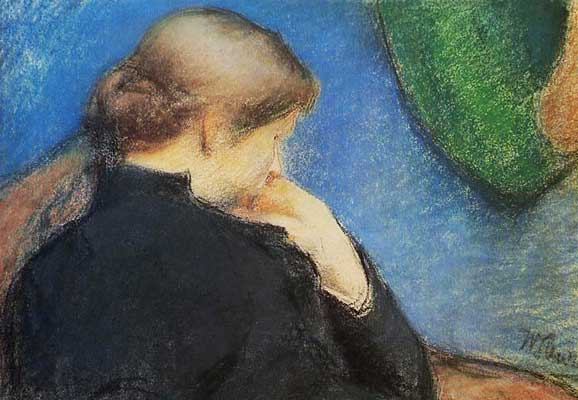
Studie van een zittende vrouw
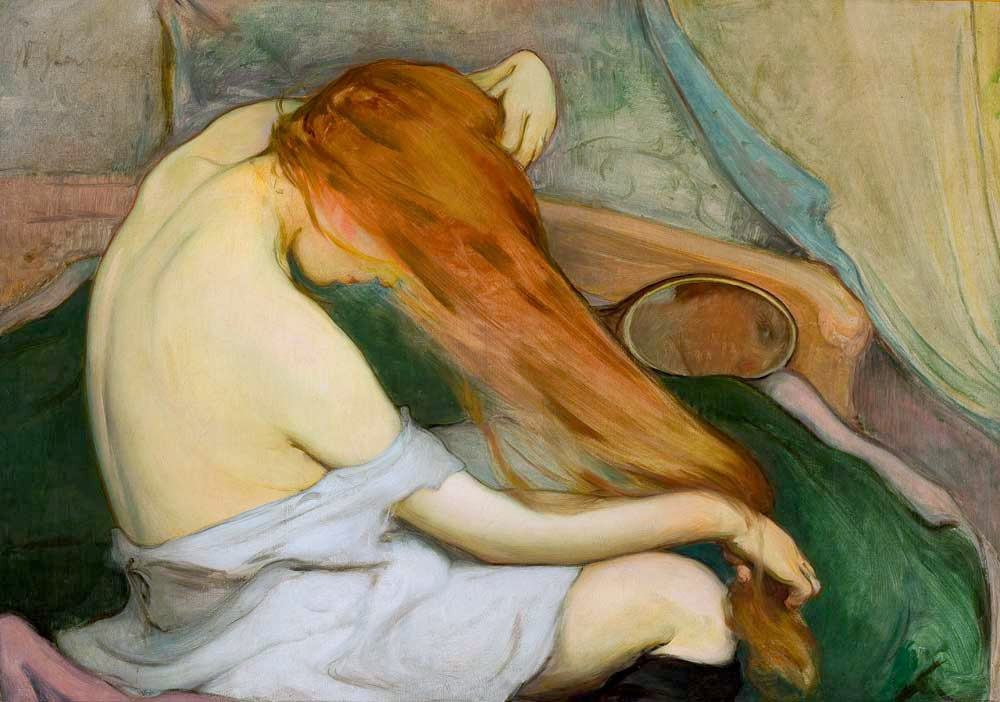
Vrouw kamt haar
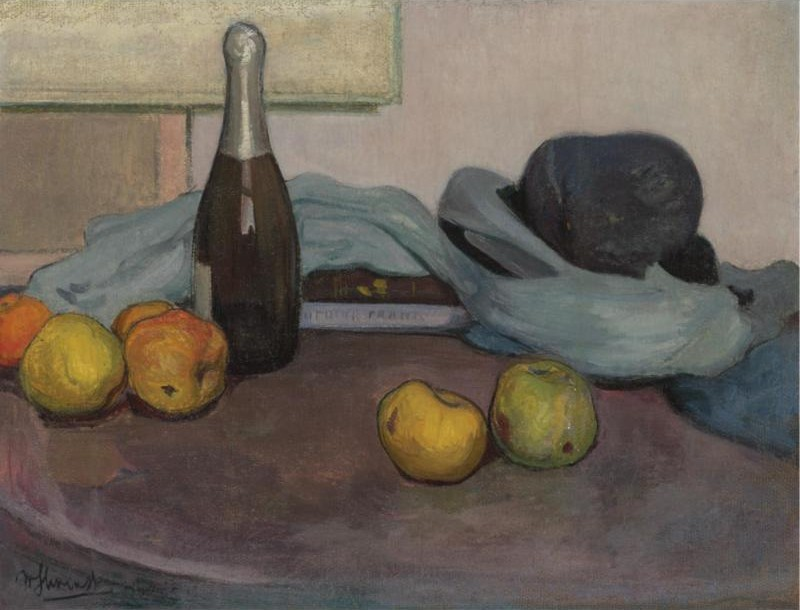
Stilleven met appels en fles
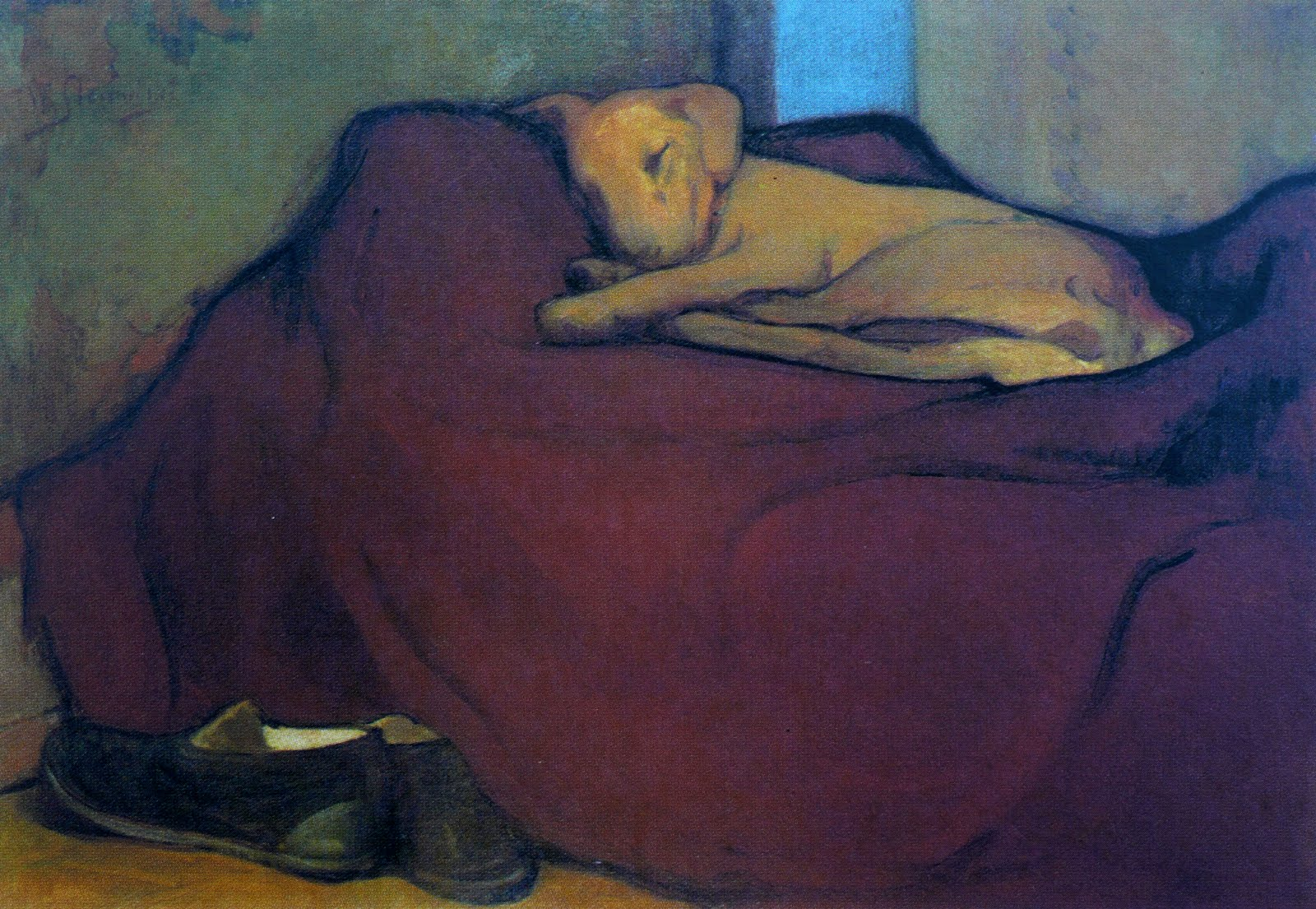
Mijn hond
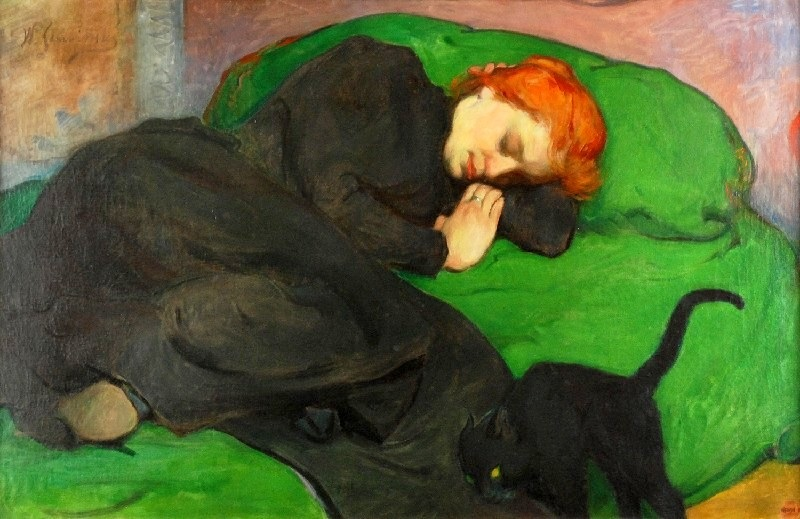
Akt